# Horní Životice
Horní Životice là một làng thuộc huyện Bruntál, vùng Moravskoslezský, Cộng hòa Séc.